# 碧城駅
碧城駅（ピョクソンえき）は朝鮮民主主義人民共和国黄海南道碧城郡に位置する朝鮮民主主義人民共和国鉄道省の駅である。